# Aeródromo de Caravelí
El aeródromo de Caravelí es un aeropuerto pequeño en Caravelí, Perú. La altura del terreno es 1729m. El código OACI del aeropuerto es SPVL. Los otros aeropuertos más cercanos son el aeródromo de Cunocuno, aeródromo de Atico, aeródromo de Pomacocha, aeródromo de Chala y el aeródromo de Jaquí.
El aeródromo de Caravelí no publica METAR, la estación meteorológica más cercana es el Aeropuerto Internacional Rodríguez Ballón, que está 201 km de distancia. La región de información de vuelo (FIR) es Lima ACC.
- Datos: Q111687952